# 丁其慶
丁其慶（1962年5月28日—），日本名為中島慶（日语：／ Nakashima Kei），浙江杭州人，前中國國家羽毛球隊隊員，現為日本國家羽毛球隊女雙主教練，畢業於龍谷大學。丁其慶還在中國國家隊時，曾以第二單打的身分幫助中國奪得1986年湯姆斯盃冠軍。前往日本隊執教後，在他旗下受訓的松友美佐紀/高橋禮華為日本奪下第一枚奧運羽毛球金牌。

## 生平
丁其慶出生於浙江杭州，9岁时在父亲的督促下开始打羽毛球并顯露出一定的天赋，后来顺利地进入浙江省队和中國国家队。1987年，丁其慶因為在訓練中受傷而提早退役，並回到浙江省隊擔任教練兼隊員。1989年，在朋友介紹下到日本龍谷大學留學。丁其慶在1991年時收到日本企業羽球隊的邀請，在省隊同意後，丁其庆开始从事羽毛球教学工作。
2000年，丁其慶受邀兼职带日本国家青年队。2001年，在日待了超過十年的丁其慶決定入籍日本，原因是他經常要帶隊出國比賽，由於中國護照很多國家沒有免簽而带来诸多不便，等办完签证比赛都结束了。丁其慶入籍時改名為「中島慶」，其中第一個字「中」代表中國，第二個字「島」代表島國日本，用以表明自己两个国家都爱。
2002年，丁其慶開始擔任日本國家隊女雙教練，2008年成為女雙主教練。

## 中國國家隊
1985年，丁其慶與李永波在德國公開賽和瑞典公開賽贏得男子雙打冠軍。在該年的世界羽毛球錦標賽，丁其慶同時參加男單及男雙兩個項目。他在男子單打半準決賽遭遇丹麥的延斯·彼得·尼尔霍夫時以1比2（15-11、11-15、7-15）落敗；而在男子雙打項目，他與搭檔周金燦敗於當年的冠軍得主、韓國的朴柱奉/金文秀，止步第二輪。
1986年4月，中國隊與印尼隊再次於湯姆斯盃決賽碰頭，丁其慶在中國先勝一點的情況下，作為第二單打出戰印尼的劉邦高時以1比2（12-15、15-1、1-15）落敗，令印尼扳回一城。最後，中國以3比2險勝印尼，重新奪回湯姆斯盃。同年9月，他參加在韓國漢城舉辦的亞洲運動會羽毛球比賽男子雙打項目，與搭檔陳康在準決賽以0比2（4-15、5-15）敗於該屆金牌得主朴柱奉/金文秀，最終贏得一面銅牌。

## 日本執教
丁其慶1991年開始在三得利羽球隊擔任教練，1997年公司因為業績不佳解散球隊，而轉往科斯莫石油公司，但不到一年該球隊也解散，之後又曾陸續在富山、新瀉、廣島等地執教，最後皆因為球隊解散而離開。丁其慶後來在廣島开设了一家以自己名字命名的俱乐部，主要是教小孩打球。
2000年，丁其慶受邀兼职带日本国家青年队。他在執教期間发现当时日本选手的基本功比较薄弱，场上场下都缺乏一套规范的训练方法，相較於中國的羽毛球强调「快、狠、准、活」，日本则是自由奔放，因此给选手强化中国的训练思路。2002年，丁其慶就任日本國家隊的女雙教練。在2003年8月舉辦的世界羽毛球錦標賽上，山本靜香/山田青子奪得女子雙打季軍。2004年，丁其慶受位於大阪的三洋電機邀請擔任該公司的羽球隊教練，直到2013年3月Panasonic羽球隊解散。在該隊執教的10年間，丁其慶培養出了當時在日本具有高人氣的女雙組合潮田玲子/小椋久美子，潮田/小椋曾在2004年至2008年間連續五次在全日本綜合羽毛球錦標賽女雙項目上奪冠，並在2006年贏得亞運會女雙銅牌及2007年世界羽毛球錦標賽女雙季軍。
日本國家隊選手過往訓練是以公司球隊為主，代表國家隊參賽為輔。2004年雅典奧運會結束後，日本國家隊找來前韓國雙打名將朴柱奉擔任總教練。朴柱奉按照韩国、中国等国家的训练模式，增加日本國家隊的集训时间。此後，在國家隊接受丁其慶指導的女雙組合前田美順/末綱聰子，於2008年北京奧運會羽毛球比賽八強擊敗尋求衛冕的楊維/張潔雯，最後在銅牌戰中落敗，獲得第四。在2012年倫敦奧運會羽毛球比賽中，日本的藤井瑞希/垣岩令佳在決賽中敗於中國的田卿/趙芸蕾，奪得日本首面奧運羽毛球獎牌。時至2016年里約奧運會，松友美佐紀/高橋禮華以第一種子的身分參加雙打比賽，最終贏得日本第一面奧運羽毛球金牌，松友在賽後特別感謝丁其慶的指導，表示「如果日本羽毛球队没有他，就没有我们的今天」。

## 腳註

### 備註
1. ↑  Panasonic在2009年12月21日取得50.27%的三洋股權，三洋成為Panasonic的子公司。